# Escource
Escource – miejscowość i gmina we Francji, w regionie Nowa Akwitania, w departamencie Landy.
Według danych na rok 1990 gminę zamieszkiwały 612 osoby, a gęstość zaludnienia wynosiła 6 osób/km² (wśród 2290 gmin Akwitanii Escource plasuje się na 634. miejscu pod względem liczby ludności, natomiast pod względem powierzchni na miejscu 32.).